# Манастир Слепче (Прилеп)
Манастир Слепче је средњовековни манастир из 17. века, на западним падинама планине Бабуне у селу Слепче код Прилепа. У њему је пронађен средњовековни српски рукопис „Четворојеванђеље”.

## Галерија
- Стопански део
- Порта
- Манастирска црква
- Конак
- Крст
- Чесма